# 割竹形木棺

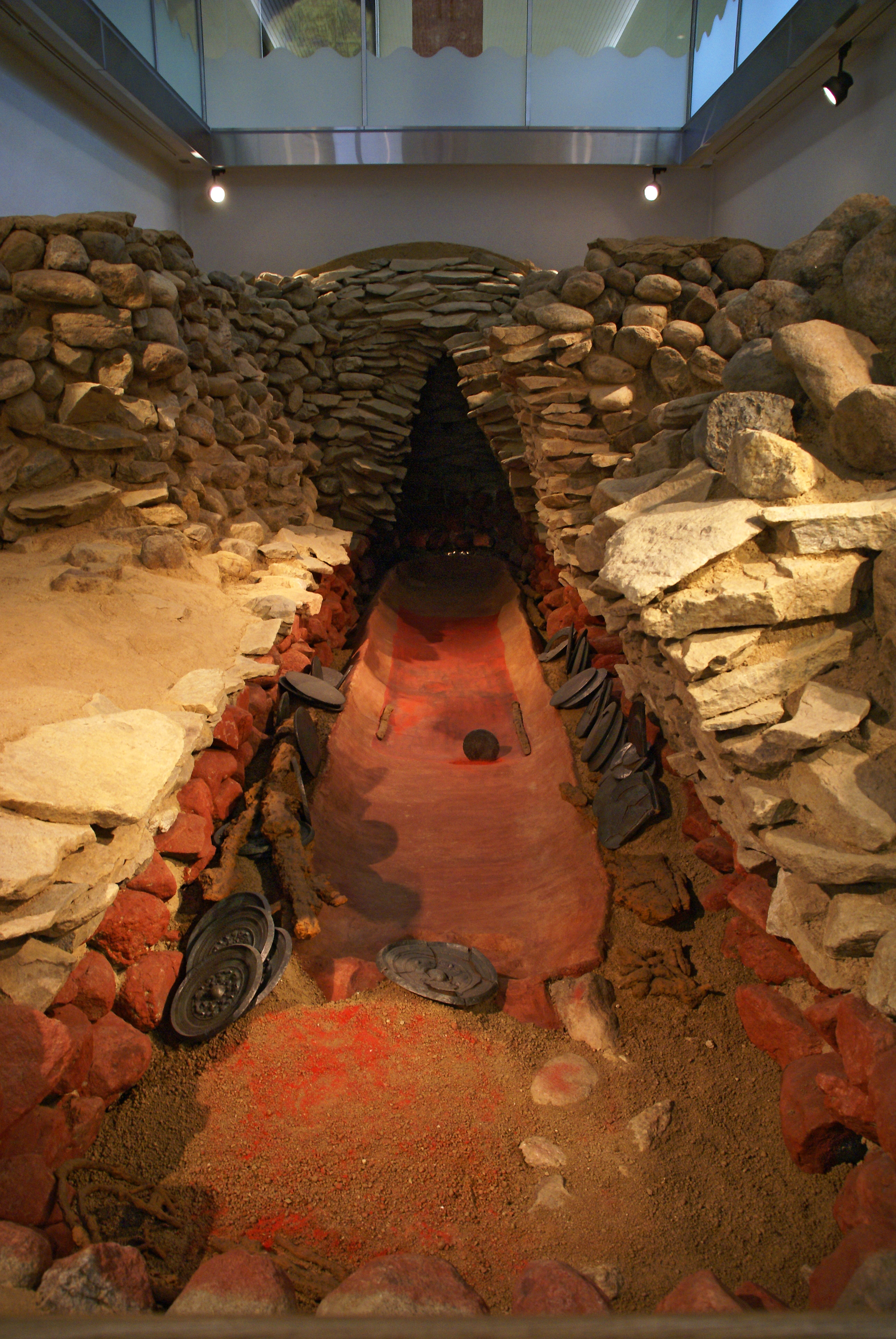
水銀朱で赤く塗られた黒塚古墳石室内の割竹形木棺（レプリカ）。
木棺底部と三角縁神獣鏡がみえる

割竹形木棺（わりたけがたもくかん、わりたけがたもっかん）とは、古墳時代に多くみられる刳抜（くりぬき）式の木棺の一種である。

## 概要
丸太を縦に二つ割りにして中を刳り抜き、棺身と棺蓋を造り合わせて長大な円筒形の棺としたもので、多くの場合は竪穴式石室に納められる。

この木棺は、古墳に埋葬される首長層や特権階級の人々のために造られた荘重な棺として考案されたと推測されている。

良好な遺存例では、内部は三分割され、遺骸は中央区画に、頭上側と足下側の区画に副葬品が納められていることがある。木棺を置く場所には粘土を敷く事例や墓壙底一面に砂利を敷く事例、排水施設を設けている事例など、石室は相当丁寧に構築されたのが分かる。木棺の内と外、石室の壁面に、しばしば赤色顔料（ベンガラ、酸化第二鉄Fe2O3）、棺の内側に水銀朱（硫化水銀HgS）が塗られていることがある。このような構築行為が儀礼行為の側面を持っていたと考えられる。

## 製法と材質
長さは5m～8m、直径1mもの巨木を刳り抜き、中に遺体を納める空洞部分を造ったことから「割竹形」の名がある。多くの場合、筒状の木棺の前後両端に板材を当てて閉鎖する方法を採用している。
刳抜式木棺としては、「割竹形」のほか「舟形木棺」があり、「舟形」は、棺の下半身の棺身底部を船の舳先のように削り出すところからその名があるが、検出例は少ない。いずれも、材となる原木は近畿地方以西ではマツ目のなかでもスギ科に近い常緑樹、コウヤマキが圧倒的に多いが、近江以東では、スギ、ケヤキ、ヒノキなどもみられる。なお、木棺は、完全に遺存する例は少なく、腐朽してしまうことが多いので、細部構造に関しては不明な点が多い。

## 時期と規模
古墳時代前期、とくに出現期からみられ、さらに弥生墳丘墓からも検出されることがある。本来は竪穴式石室もしくは竪穴式石槨に納めたものと考えられるが、古墳時代中期中葉以降、粘土や礫で包んだり（粘土槨・礫槨）、木棺を直葬（直接、墓壙に埋葬）する場合もあった。なお、竪穴式石室が割竹形木棺を内包する埋葬施設であったことを解明したのは小林行雄であり、今日でも出現期古墳における「定型化」の一要素として割竹形木棺が掲げられることが多い。
「墳丘墓」の概念を弥生時代に導入した近藤義郎は、前方後円墳について「首長霊継承儀礼の場」との見解を示し、それが今日の定説となっている。近藤は、弥生墳丘墓と前方後円墳との相違点として、
1. 墳形・墳丘規模において「飛躍」がみられること
2. 埋葬構造として長大な割竹形木棺と竪穴式石室を有すること
3. 一定の規範にもとづく副葬品において中国鏡、とくに多数の三角縁神獣鏡を伴うこと

などを掲げ、ここでも割竹形木棺が出現期古墳の特徴の1つとして重視されていることがわかる。
それに対し広瀬和雄は、黒塚古墳（奈良県天理市）や元稲荷古墳（京都府向日市）などのような割竹形木棺と竪穴式石槨の組み合わせに対し、赤塚古墳（大分県宇佐市）では箱形石棺をともなっているなど、出現期古墳における個々の古墳の特殊性について指摘している。
古墳時代前期にあっては、むしろ石室の規模は割竹形木棺の規模によって左右される様相がみてとれる。副葬品は、多量の銅鏡をはじめ鉄製の武器、農工具など呪術的性格の濃いものが多い。
また、古墳時代前期にあっては、通常、全長が5～8mにもおよぶ長大な規模であったのに対し、年代が下るにしたがって短くなり、後期には2～3m程度のものが多くなる。なお、前期後半には割竹形、舟形、長持形など多様な石製の棺（石棺）が増え、後期になると刳抜式木棺は「舟形」も含めて減少し、木棺としては、かわって組み合わせ式の箱形木棺が増える。

## 割竹形木棺をともなう古墳・墳丘墓
弥生時代
- 市三宅東遺跡（弥生後期、方形周溝墓滋賀県野洲市）
- 平原1号墓（弥生後期、方形周溝墓、福岡県糸島市）

古墳時代
- 衛守塚2号墳（後期初頭、山形県天童市）
- 遠見塚古墳（前期末、前方後円墳、宮城県仙台市）
- 会津大塚山古墳（前期、前方後円墳、福島県会津若松市）
- 大安場1号墳（前期後半、前方後方墳、福島県郡山市）
- 桜井古墳（前期、前方後方墳、福島県南相馬市）
- 常陸鏡塚古墳（別名日下ヶ塚古墳、前期、前方後円墳、茨城県大洗町）
- 伊屋之免古墳（前期、円墳、神奈川県川崎市）
- 甲斐銚子塚古墳 （前期、前方後円墳、山梨県甲府市）
- 三ツ山古墳1号墳・2号墳（前期、いずれも方墳、愛知県小牧市）
- 椿井大塚山古墳（前期、前方後円墳、京都府木津川市）
- 黒塚古墳（前期初頭、前方後円墳、奈良県天理市）
- 中山大塚古墳（前期初頭、前方後円墳、奈良県天理市）
- 下池山古墳（前期、前方後方墳、奈良県天理市）
- ホケノ山古墳（前期初頭、前方後円墳、奈良県桜井市）
- 小石塚古墳（前期末、前方後円墳、大阪府豊中市）
- 大塚古墳（円墳、大阪府豊中市）
- 南天平塚古墳（前方後円墳（帆立貝式）、大阪府豊中市）
- 闘鶏山古墳（前期、前方後円墳、大阪府高槻市）
- 久宝寺1号墳（前期、方墳、大阪府八尾市）
- 誉田御廟山古墳盾塚（中期、誉田御廟山古墳陪塚、大阪府羽曳野市）
- 西求女塚古墳（前期、前方後方墳、兵庫県神戸市）
- 那珂八幡古墳（前期初頭、前方後円墳、福岡県福岡市）
- 免ヶ平古墳（前期、前方後円墳、大分県宇佐市）